# Khyentse Norbu
Dzongsar Jamyang Khyentse Rinpoche (dzongkha: རྫོང་གསར་འཇམ་དབྱངས་མཁྱེན་བརྩེ་རིན་པོ་ཆེ།), oftast bara Khyentse Norbu (dzongkha: མཁྱེན་བརྩེ་ནོར་བུ།), född den 2 januari 1961 i Bhutan, är en bhutanesisk filmregissör, författare och buddhistisk lama. Två av hans berömda filmer är Fotboll för Buddha och Travellers and Magicians. Den sistnämnda är den första fiktiva filmen som har filmatiserats i sin helhet i Bhutan.
Norbu har studerat under en berömd buddhistisk mästare Dilgo Khyentse Rinpoche. Senare har Norbu också studerat vid School of Oriental and African Studies.
År 2001 grundade han en stiftelse som stöder buddhistisk undervisning oavsett riktning. Norbu fungerar som stiftelsens styrelseordförande.

## Filmografi
- 1999 – Fotboll för Buddha
- 2003 – Travellers and Magicians